# فلوکستین
فلوکستین (Fluoxetine) (که تحت نام‌های تجاری پروزاک، سارافم، سِلفِمرا، راپیفلوکس،فلوکسیت، آپو-فلوکستین و... فروخته می‌شود) یک داروی ضد افسردگی از گروه مهارکننده‌های بازجذب سروتونین (SSRIs) است که استفاده از آن برای درمان افسردگی، اختلال وسواسی اجباری، اختلال هراس، اختلال ناخوشی پیش از قاعدگی و پرخوری عصبی پذیرفته شده‌است. حیطه اثر این دارو بسیار گسترده‌تر از موارد ذکر شده‌است و تنها پس از مصرف منظم دارو، اثرات مطلوب آن نمایان می‌شود. از فلوکستین با نام تجاری پروزاک (Prozac) با عنوان «داروی قرن» و «یک کشف مهم در درمان افسردگی» یاد و ستایش می‌شود. برای خانم‌هایی که دچار افسردگی بعد از زایمان (PMD) می‌شوند، بهتر است این دارو تجویز نشود. این دارو فقط به شکل خوراکی (کپسول و شربت) در دسترس است.

## تاریخچه
فلوکستین در سال ۱۹۸۶ در آلای لی‌لی اند کامپنی ساخته شد و اداره مواد غذایی و دارویی ایالات متحده آمریکا در ۱۹۸۷ سودمندی آن را برای درمان افسردگی تأیید کرد. همچنین فلوکستین موارد تجویز متعددی همچون در انزال زودرس مردان و کاهش وزن دارد، که البته به مقادیر مصرف آن و تحمل فرد بستگی دارد. برخلاف باور رایج فلوکستین اولین داروی اس‌اس‌آرآی نیست و پیش از آن زیملیدین و ایندالپین و فلووکسامین ساخته شده بودند که دو مورد اول به‌دلیل عوارض نامطلوب‌شان به‌سرعت از بازار خارج شدند.
علی‌رغم ورود داروهای جدیدتر این گروه فلوکستین همچنان یک داروی پرطرف‌دار است و در سال ۲۰۰۷ بیش از ۲۲ میلیون نسخه برای آن در ایالات متحده تجویز شده‌است. مدت حق انحصاری تولید فلوکستین در سال ۲۰۰۱ پایان یافته و هم‌اکنون شرکت‌های مختلف داروسازی به تولید آن می‌پردازند.

## کاربردهای پزشکی

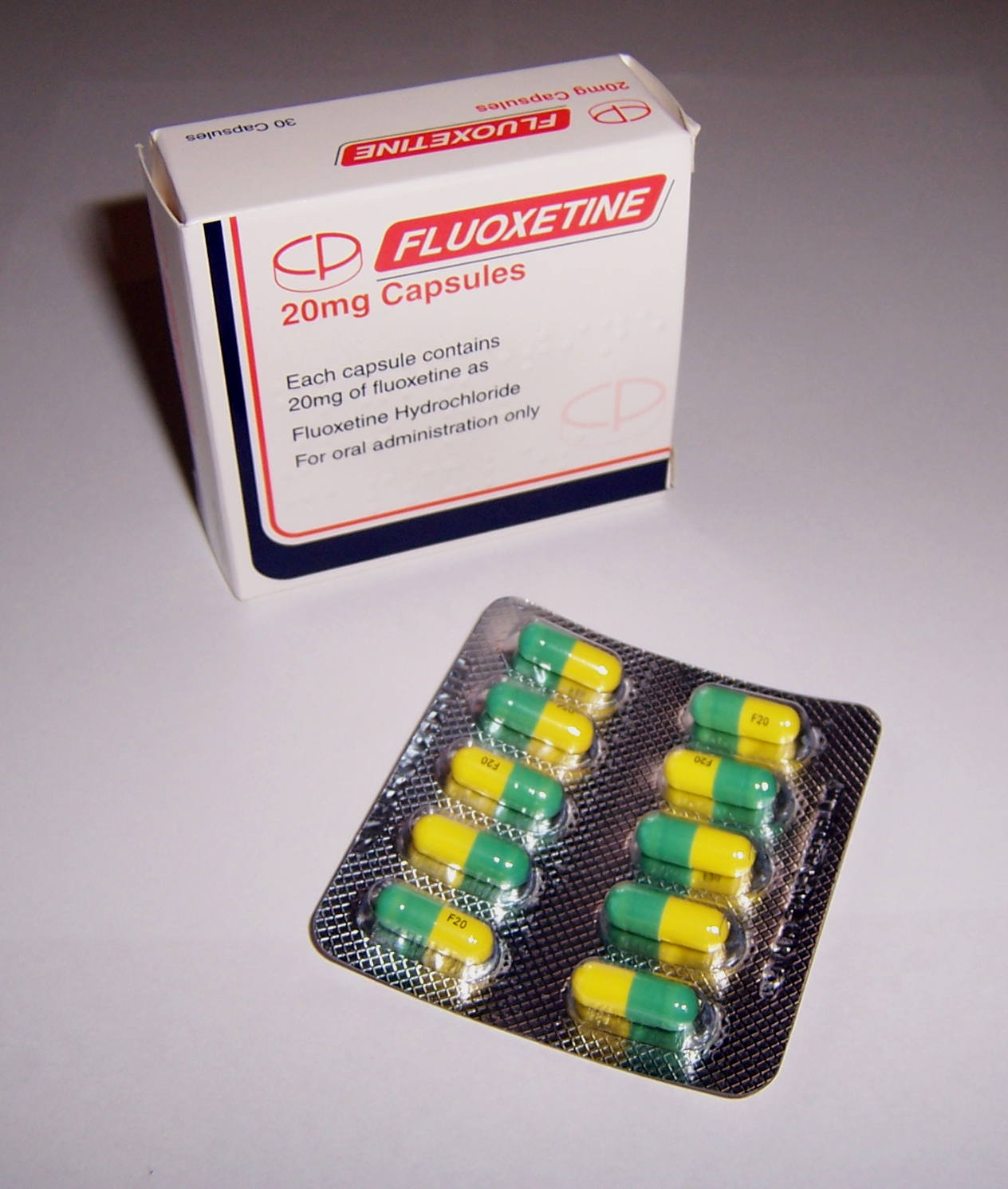
نمونه ای از فلوکستین 20mg

فلوکستین غالباً برای درمان اختلال افسردگی اساسی (MDD)، اختلال وسواسی-جبری (OCD)، اختلال اضطراب پس از سانحه (PTSD)، پرخوری عصبی، اختلال هراس (Panic)، اختلال ناخوشی قبل از قاعدگی (PMDD) و تریکوتیلومانیا استفاده می‌شود.

#### افسردگی
اثربخشی فلوکستین و دیگر داروهای ضد افسردگی در درمان خفیف تا متوسط افسردگی بحث‌برانگیز است. با بررسی اثر مقایسه‌ای ۲۱ داروی ضد افسردگی، مشخص شد که فلوکستین برای درمان افسردگی مؤثر است، اما SSRI‌های دیگر مؤثرتر بودند. یک متاآنالیز منتشر‌شده توسط Kirsch در سال ۲۰۰۸ نشان می‌دهد، در افرادی که علائم خفیف یا متوسط دارند، اثربخشی فلوکستین و سایر SSRI از نظر بالینی ناچیز است. متاآنالیز در سال ۲۰۰۹ توسط Fournier که داده‌های سطح بیمار را از شش کارآزمایی پاروکستین SSRI و ایمی‌پرامین ضد افسردگی غیر SSRI مورد ارزیابی قرار داده‌است، بیش‌تر به‌عنوان شواهدی ذکر شده‌است که ضد افسردگی‌ها دارای حداقل کارایی در افسردگی خفیف تا متوسط هستند. متاآنالیز در سال ۲۰۱۲ با استفاده از سطح فردی از داده‌های خاص فلوکستین برای درمان افسردگی که نتیجه آن از نظر آماری و از نظر بالینی به‌دست آمد، صرف‌نظر از شدت افسردگی پایه مشاهده شد، و هیچ تأثیر معنی‌داری بر شدت پایه بر اثربخشی مشاهده نشد. به‌طور کلی، هیچ مدرکی از آزمایش‌های کنترل‌شده تصادفی وجود ندارد که فلوکستین یا SSRIهای دیگر خطر خودکشی را کاهش می‌دهد. شواهد آزمایشی وجود دارد که نشان می‌دهد ممکن است خطر خودکشی در افراد بالای ۶۵ سال کاهش یابد.
وقتی داروی ضدافسردگی به همراه روان‌درمانی استفاده می‌شود، سودبخشی بیش‌تری دارد. NICE درمان ضد افسردگی با SSRI را به‌همراه مداخلات روان‌شناختی به‌عنوان درمان خط دوم برای افسردگی خفیف کوتاه مدت، و به‌عنوان یک درمان خط اول برای افسردگی شدید و متوسط و همچنین افسردگی خفیف که مکرر یا طولانی‌مدت است توصیه می‌کند. انجمن روان‌پزشکی آمریکا داروی ضدافسردگی را در بین گزینه‌های اول خود برای درمان افسردگی لحاظ کرده‌است، به‌ویژه هنگامی که سابقه پاسخ مناسب قبلی به داروهای ضد افسردگی، وجود علائم متوسط تا شدید، خواب قابل توجه یا اختلالات اشتها، بی‌قراری و پیش‌بینی نیاز به درمان نگهدارنده وجود دارد.

#### اختلال وسواس فکری-جبری
اثربخشی فلوکستین در درمان اختلال وسواس فکری (OCD) در دو کارآزمایی تصادفی نشان داده شد. آکادمی روان‌پزشکی کودکان و نوجوانان آمریکا اظهار داشت که از SSRIها، از جمله فلوکستین، باید به‌عنوان درمان خط اول در کودکان در همراهی با درمان شناختی-رفتاری (CBT)، برای درمان OCD متوسط تا شدید استفاده شود.

#### اختلال هراس
اثربخشی فلوکستین در درمان اختلال هراس در دو کارآزمایی بالینی نشان داده شد.

#### پرخوری عصبی
در یک مطالعه مروری در سال ۲۰۱۱، هفت کارآزمایی مورد بحث قرار گرفت که فلوکستین را با یک دارونما در معالجه پرخوری عصبی مقایسه کرد، که شش مورد از نظر آماری کاهش معنی‌داری در علائم مانند استفراغ و خوردن زیاد داشتند.

## بارداری و شیردهی
در نوزادانی که در اواخر بارداری در معرض SSRI قرار دارند، ممکن است خطر فشار خون پایدار ریوی نوزاد افزایش یابد. داده‌های محدود از این خطر حمایت می‌کنند، اما FDA به پزشکان توصیه می‌کند که SSRIهایی مانند فلوکستین را در طول سه‌ماهه سوم کاهش دهند.سرترالین به‌دلیل عبور کمتر از جفت و شیر، در حاملگی و شیردهی به سایر SSRIها ترجیح داده می‌شود.

ساختار مولکولی فلوکستین

## مکانیسم اثر
فلوکستین مهارگر بازجذب انتخابی سروتونین است هر چند در مقادیر بالاتر می‌تواند بازجذب دوپامین و نوراپی‌نفرین را نیز مهار کند. همچنین آگونیست گیرنده σ۱ (سیگما ۱) و مهارگر کانال کلر وابسته به کلسیم است.

## عوارض جانبی
ضعف حافظه، رؤیاهای نامعمول، سردرد، افزایش زمان انزال، اضطراب، خشکی دهان، علائم شبه سرماخوردگی، لرزش، حالت تهوع، کاهش اشتها، عصبانیت، تعریق، خواب‌آلودگی، بی‌قراری، عوارض پوستی. عوارض جانبی رایج شامل سوءهاضمه، مشکل در خواب، اختلال عملکرد جنسی، از دست دادن اشتها، خشکی دهان، بثورات و رؤیاهای زنده است. عوارض جانبی جدی شامل سندرم سروتونین، شیدایی، تشنج، افزایش خطر بروز خودکشی در افراد زیر ۲۵ سال و افزایش خطر خونریزی است. اگر به‌طور ناگهانی متوقف شود، ممکن است یک سندرم ترک با اضطراب، سرگیجه و تغییرات حسی ایجاد شود.

#### اختلال عملکرد جنسی
اختلال عملکرد جنسی، از جمله از بین رفتن میل جنسی، آنورگاسمی، خشکی واژن و اختلال نعوظ، از عوارض جانبی است که معمولاً در درمان با فلوکستین و سایر SSRIها دیده می‌شود. درحالی‌که آزمایش‌های اولیه بالینی میزان نسبتاً کمی از اختلال عملکرد جنسی را نشان می‌داد، مطالعات اخیر که تحقیقات در مورد آن‌ها به‌طور فعال در مورد مشکلات جنسی سؤال می‌کند، نشان می‌دهد که میزان بروز این مشکل بیشتر از ۷۰٪ است.

#### خودکشی کردن
در سال ۲۰۰۷، FDA به همه داروهای ضد افسردگی نیاز داشت که یک هشدار جعبه سیاه تهیه کنند و بیان کنند که داروهای ضد افسردگی ممکن است خطر خودکشی را در افراد جوان‌تر از ۲۵ سال افزایش دهد. این هشدار بر اساس تجزیه و تحلیل آماری انجام‌شده توسط دو گروه مستقل از متخصصان FDA است که افزایش ۲ برابری ایده خودکشی و رفتار در کودکان و نوجوانان، و افزایش ۱٫۵ برابری خودکشی را در گروه سنی ۱۸ تا ۲۴ سال نشان داده‌اند. خودکشی برای افراد مسن‌تر از ۲۴ کمی کاهش یافته بود و از نظر آماری در گروه ۶۵ و بالاتر به‌طور معنی‌داری پایین‌تر بود. این تحلیل توسط دونالد کلین مورد انتقاد قرار گرفت و خاطرنشان کرد که خودکشی، یعنی یک ایده خودکشی و رفتار، لزوماً نشانگر جانشین خوبی برای خودکشی کامل نیست و هنوز هم ممکن است که داروهای ضد افسردگی ضمن افزایش خودکشی، از خودکشی جلوگیری کنند.

### تداخل
داروهای گروه بازدارنده‌های بازجذب سروتونین (SSRI) مانند فلوکستین هرگز نباید هم‌زمان با داروهای از گروه بازدارنده‌های مونوآمین اکسیداز
(MAOI) مصرف شوند؛ چرا که این دو گروه دارو با هم تداخل دارویی دارند و مصرف هم‌زمان آن‌ها منجر به مسمومیت دارویی و ابتلا به سندروم سروتونین می‌شود و حتی می‌تواند منجر به مرگ شود.

## مسمومیت
اوردوز با فلوکستین معمولاً مشکلات جدی ایجاد نمی‌کند. علائم شامل تهوع، استفراغ، گیجی و لرزش و افزایش ضربان قلب خواهد بود. مصرف این دارو تا میزان ۱۵۰۰ میلی‌گرم معمولاً با توکسیسیته خفیفی همراه است مگر آن‌که فرد، بیماری زمینه‌ای مغزی داشته باشد یا فلوکستین در ترکیب با سایر داروها مورد سوءمصرف قرار گرفته باشد که در این حالت ممکن است منجر به ایجاد تشنج، اختلالات شدید قلبی و حتی مرگ گردد.